# Blanda
Pour les articles homonymes, voir Blanda (homonymie).
Le Blanda est un fleuve islandais qui prend sa source sur le côté sud-ouest du glacier Hofsjökull, situé sur les Hautes Terres d'Islande et se jette dans l'Húnaflói au niveau de Blönduós. Il s'agit d'un des fleuves les plus importants pour la pêche du saumon en Islande. La centrale hydroélectrique de Blanda génère jusqu'à 150MW d'électricité.